# تیفانی هایدن
تیفانی هایدن (انگلیسی: Tiffany Hyden؛ زادهٔ ۴ سپتامبر ۱۹۸۰) اسکیت‌باز نمایشی، و رقصنده روی یخ اهل ارمنستان-ایالات متحده آمریکا است.